# Víctor Palomo i Juez
Víctor Palomo i Juez   (Barcelona, 25 de maig de 1948 - Girona, 11 de febrer de 1985) va ser un campió d'esquí nàutic i pilot de motociclisme català. El seu germà, Josep Maria Palomo, va ser campió d'Espanya de ral·lis el 1969.

## Biografia
S'inicià a l'esquí nàutic al Club Nàutic Arenys de Mar, l'any 1959. Als quatre anys es proclamà campió d'Espanya infantil i el 1964 esdevingué Campió d'Europa Júnior, títol que guanyà dos cops més. A finals dels anys seixanta ja corria en curses de motos de caràcter local, però la Federació Espanyola d'Esquí li ho va prohibir després d'un accident a Massana. L'any 1968 va participar en els jocs olímpics de Grenoble en l'especialitat de bobsleigh i possiblement, en altres (segons la pàgina web del COE, a biatló, bobsleigh i toboggan, curling, esquí, hoquei sobre gel, luge i patinatge sobre gel). Va quedar Campió del Món d'Esquí Nàutic l'any 1969, en l'especialitat d'eslàlom. L'any següent es va trencar els dos genolls en un entrenament. Un cop recuperat, i encara sense deixar l'esquí, va anar a Bèlgica on comprà una ČZ i participà en algunes curses de motocròs.
En tornar a Espanya, segueix practicant l'esquí i participant en algunes curses de motocròs amb una OSSA. Una petita fractura a la columna el fa decidir a canviar d'especialitat i a passar-se a les carreres en pista. Abandona definitivament l'esquí nàutic i, a partir de 1971, es dedicarà plenament a les curses de motos un cop acabats els estudis de Dret.
Ja el 1971 participa en algunes pujades de muntanya, guanya a Vallvidrera, així com en proves tipus ral·li amb una Ossa Enduro. Corre el Bol d'Or amb una Norton, debuta amb una Yamaha al Gran Premi a Estoril i participa en diverses carreres internacionals amb una Norton Gus Khun.

### Al mundial de motociclisme
L'any següent debuta al Mundial de Motociclisme amb una Yamaha TZ 250 privada. El 1973 aconsegueix el seu primer podi al GP d'Alemanya (Circuit de Hockenheim) de 350cc, rere Teuvo Lansivouri i al GP d'Itàlia, a Monza, es veu involucrat en la greu caiguda que costaria la vida a Jarno Saarinen i Renzo Pasolini. Una caiguda al GP de Iugoslàvia fa que es perdi gran part de la temporada 1973 i part de la de 1974, en què aconsegueix el triomf al Gran Premi d'Espanya a Montjuïc en la categoria de 350cc. L'any 1975 segueix els campionats de 250cc i 350cc, amb la revolucionària Yamaha Smac monocasc d'Eric Offenstad, i el de F-750, combinant diversos podis amb nombroses incidències mecàniques.
Comença 1976 amb l'equip de Freddy Swaep, amb actuacions desiguals a les categories de 250, 350 i 500. Segueix també el campionat de F-750, aconseguint un segon lloc a la cursa disputada al Jarama. A la darrera part de la temporada, una discussió amb l'equip fa que es quedi sense motos, just abans de la cursa de Silverstone. Sonauto Yamaha li cedeix les motos del lesionat Patrick Pons i guanya. Les victòries a les dues següents curses a Assen i a Hockenheim fan que s'adjudiqui el campionat d'Europa de Fórmula 750, amb dos punts d'avantatge sobre l'americà Gary Nixon i la seva Kawasaki.
Inicia la temporada de 1977 amb bones motos, bon equip i un patrocinador potent. Els primers resultats són prometedors, però una caiguda a més de 200 kilòmetres per hora als entrenaments del Moto Journal 200 li provoca greus lesions a la columna vertebral. Veient com se li escapava la que havia de ser la seva millor temporada, una precipitada tornada al circuits amb motiu del Gran Premi de França acaba amb una nova caiguda que l'obliga a deixar la competició temporalment.
L'any 1978 es dedica a córrer els Campionats d'Espanya de F-750 i de Campionat d'Espanya de resistència. Els guanya tots dos, amb una gran cursa en companyia de Benjamí Grau a les 24 Hores de Montjuïc. L'any següent, ja recuperat completament de les seves lesions, afronta de nou el Campionat del Món de 250 i 350, així com el Campionat d'Europa de resistència amb Ducati i Mario Lega de company. Però a les 24 Hores de Montjuïc pateix de nou un greu accident quan es troba, després de la rasant de l'estadi i anant a més de 190 kilòmetres per hora, un altre pilot que estava empenyent la moto al mig de la pista. L'accident li destrossa la cama i les operacions i les complicacions posteriors en la recuperació el mantenen fora dels circuits durant els anys 1980 i 1981, tornant als circuits a la tardor d'aquest any amb motiu de la cursa de 500 disputada al Jarama, amb el nom de Trofeo Banco Atlántico, com a homenatge a Ángel Nieto.
La temporada de 1982 disputa diverses curses al Campionat del Món de 250 i 500, amb bones actuacions, però un nou accident el fa deixar definitivament les motos.

### Mort
Les complicades operacions, els tractaments per afavorir la recuperació òssia, els potents analgèsics per poder suportar el dolor, combinat amb la seva condició de diabètic, li varen causar greus efectes secundaris, amb insuficiències cardíaques i hepàtiques, que el portaren a la mort l'hivern de 1985, als 36 anys, víctima d'una aturada cardíaca a conseqüència d'un coma diabètic. Encara que residia habitualment a Can Forn, al municipi de Sant Antoni de Portmany (Eivissa), la mort el trobà en una estada de cap de setmana amb la família a Cadaqués, a la Costa Brava.

## L'època de Víctor Palomo
Víctor Palomo, lluitador i aventurer, va estar 10 anys corrent el Mundial de Motociclisme en circuits mítics, molts dels quals ja no existeixen, com ara Brno, Opatija, Imatra -amb els seus famosos passos a nivell- o Anderstorp i lluitant, i a vegades guanyant, a grans llegendes del motociclisme dels anys 70 i 80. La llista és inacabable, però no podem obviar noms mítics, com ara Jarno Saarinen, Renzo Pasolini, Phil Read, Dieter Braun, Barry Sheene, Patrick Pons, Giacomo Agostini, Teuvo Lansivouri, Walter Villa, Jack Findlay, Kenny Roberts, Gary Nixon, Michel Rougerie, Chas Mortimer, Takazumi Katayama, Yvon Duhamel, Johnny Cecotto, Pentti Korhonen, Steve Baker, Franco Uncini, Kork Ballington, Marco Lucchinelli, Pat Hennen, John Newbold, Olivier Chevalier, Christian Sarron, Jon Ekerold, Greg Hansford, Gianfranco Bonera, Christian Estrosi, Boet Van Dulmen, Mike Baldwin, Grazziano Rossi, Randy Mamola, Anton Mang, Carlos Lavado o Freddie Spencer, entre d'altres.

## Palmarès internacional en motociclisme

### Resultats al Mundial de motociclisme[6]
| Any   | Categoria | Moto   | Curses | Victòries | Podi | Pole | Fast lap | Punts | Posició |
| ----- | --------- | ------ | ------ | --------- | ---- | ---- | -------- | ----- | ------- |
| 1972  | 250cc     | Yamaha | 1      | 0         | 0    | 0    | 0        | 4     | 27è     |
| 1973  | 250cc     | Yamaha | 2      | 0         | 0    | 0    | 0        | 4     | 34è     |
| 1973  | 350cc     | Yamaha | 1      | 0         | 1    | 0    | 0        | 12    | 16è     |
| 1974  | 250cc     | Yamaha | 3      | 0         | 0    | 0    | 0        | 11    | 18è     |
| 1974  | 350cc     | Yamaha | 3      | 1         | 0    | 0    | 0        | 24    | 9è      |
| 1974  | 500cc     | Yamaha | 2      | 0         | 0    | 0    | 0        | 6     | 26è     |
| 1975  | 250cc     | Yamaha | 2      | 0         | 1    | 0    | 0        | 18    | 11è     |
| 1975  | 350cc     | Yamaha | 3      | 0         | 1    | 1    | 0        | 22    | 11è     |
| 1976  | 250cc     | Yamaha | 5      | 0         | 0    | 0    | 0        | 25    | 9è      |
| 1976  | 350cc     | Yamaha | 4      | 0         | 2    | 0    | 0        | 29    | 6è      |
| 1976  | 500cc     | Yamaha | 3      | 0         | 0    | 0    | 0        | 13    | 18è     |
| 1977  | 250cc     | Yamaha | 1      | 0         | 1    | 0    | 0        | 10    | 20è     |
| 1977  | 350cc     | Yamaha | 2      | 0         | 1    | 0    | 0        | 18    | 14è     |
| 1979  | 350cc     | Yamaha | 1      | 0         | 0    | 0    | 0        | 3     | 28è     |
| 1982  | 500cc     | Suzuki | 2      | 0         | 0    | 0    | 0        | 3     | 26è     |
| Total |           |        | 35     | 1         | 7    | 1    | 0        | 202   |         |

1. ↑   Guanyador al GP d'Espanya celebrat al Circuit de Montjuïc.

### Resultats al Trofeu FIM 750
- 1974: 7è
- 1975: 9è
- 1976: Campió d'Europa de Fórmula 750.[7] Guanyador a Silverstone, Assen i Hockenheim.